# Cotihana, Cahul
Cotihana este un sat din cadrul municipiului Cahul, raionul Cahul, Republica Moldova.
Structură etnică
     moldoveni (97,42%)
     ucraineni (0,84%)
     ruși (0,68%)
     găgăuzi (0,3%)
     bulgari (0,53%)
     români (0,23%)
     evrei (0%)
     polonezi (0%)
     țigani (0%)
     alte etnii / nedeclarată (0%)
Conform datelor recensământului din 2004, populația localității este de 1.317 locuitori, dintre care 642 (48,75%) bărbați și 675 (51,25%) femei. Structura etnică a populației în cadrul localității arată astfel:
- moldoveni — 1.283;
- ucraineni — 11;
- ruși — 9;
- găgăuzi — 4;
- bulgari — 7;
- români — 3;
- altele / nedeclarată — 0.